# 아나타이로
〈당신의 색〉(일본어: あなた色 あなたいろ[*])는 코마츠 미호의 25번째 싱글이다.

## 개요
초기 경 신세를 졌던 후루이 히로히토를 맞이한 마지막 싱글이다.

## 수록곡
1. 당신의 색(あなた色)
  - 작사 · 작곡: 코마츠 미호, 편곡: 후루이 히로히토

닛폰 TV 《영화 천국 시네☆파라》 그랜드 오프닝 테마.
2. 해바라기의 오솔길(向日葵の小径)
  - 작사 · 작곡: 코마츠 미호, 편곡: 오카모토 히토시
3. 강하게 약하게(したたかに しなやかに)
  - 작사 · 작곡: 코마츠 미호, 편곡: 후루이 히로히토
4. 당신의 색 (Instrumental)